# Lesticus bii
Lesticus bii es una especie de escarabajo del género Lesticus, familia Carabidae. Fue descrita científicamente por Zhu & Shi&Liang en 2018.
Se distribuye por China. La longitud del cuerpo es de aproximadamente 17,8-20,0 milímetros, anchura máxima de los élitros 6,2-7,3 milímetros. La cabeza, el pronoto y el apéndice son negros y sin brillos. Lleva el nombre BI Wenxuan, un coleccionista de escarabajos que fue el primero en descubrir la especie.